# Nagybocskó
Nagybocskó (ukránul: Великий Бичків [Velikij Bicskiv], szlovákul: Bočková, románul: Bocicoiu Mare) szeliscse Ukrajnában, Kárpátalján, a Rahói járásban.

## Fekvése
Técsőtől 36 km-re keletre, a Tisza jobb partján fekszik. A régi Nagybocskónak a Tisza jobb partján a Sopurka folyó torkolatánál fekvő, Csehszlovákiához, majd később Ukrajnához került része. A mai Nagybocskó az egykori Nagy- és Kisbocskóból áll, míg a Tisza bal partján fekvő egykori Németbocskó, ma Újbocskó (Románia).

## Nevének eredete
Neve a szláv bicsok (= tinó, bika) főnévből ered.

## Története
1358-ban Buchku néven említette először oklevél.
1556-tól Báthory-birtok. 1711-ben udvarházat említenek itt.
A szabadságharc után, a 18. században németeket telepítettek le.
A trianoni békeszerződésig Máramaros vármegye Tiszavölgyi járásához tartozott. Római katolikus egyháza 1796-ban alakult, a templom azonban Trianon után a román oldalra került. Vegyi-, kénsav-szódagyára, fafeldolgozó üzeme van. 1930-ban erdei vasutat építettek.

## Népessége
1910-ben az akkori Nagybocskónak 5955 lakosa volt, ebből 3078 ruszin, 1646 magyar és 1177 német.
8000 lakosából mintegy 300 magyar nemzetiségű.

## Közlekedés
A települést érintette a Bátyú–Királyháza–Taracköz–Aknaszlatina-vasútvonal, melynek Aknaszlatina és Nagybocskó közötti szakasza azonban árvízkárok miatt jelenleg üzemen kívül van.

## Nevezetességek
- Római katolikus temploma - A 14. században épült, gótikus stílusban. 1364-ben említették először. Az elmúlt századokban többször megrongálódott és több ször átépítették, mely átépítések során középkori stílusjegyeit elvesztette. Ma egy egyhajós templom, a hajónál keskenyebb, félköríves záródású szentéllyel. Tornya a nyugati oldalán, a homlokzat felett áll.

## Neves személyek
Itt született:
- 1827-ben Lonkay Antal hírlapiró, szerkesztő, műfordító, tanár.
- 1869-ben Orient Gyula gyógyszerész, orvos, orvostörténész.
- 1892-ben Kelen József gépészmérnök, népbiztoshelyettes, majd népbiztos, Korvin Ottó tisztviselő és politikus testvérbátyja.
- 1893-ban Holder József költő, újságíró, műfordító.
- 1894. március 24-én Korvin Ottó kommunista politikus, a KMP egyik alapítója.
- 1911-ben Romzsa Tódor boldoggá avatott munkácsi görögkatolikus püspök, vértanú.
- 1932-ben Osvald Zahradník szlovák író, drámaíró, dramaturg.
- 1962-ben Ivan Ivanovics Jaremcsuk kárpátaljai származású szovjet, ukrán jobb oldali középpályás labdarúgó.
- Itt szolgált Bródy András ruszin politikus, 1938. október 11–26. között Ruszinföld (Podkarpatská Rus) első miniszterelnöke volt.
- Itt szolgált Szundy Jenő oktató, kertészeti szakíró.
- Itt szolgált Fábián János csehszlovák, magyar, ukrán és szovjet középpályás és csatár labdarúgó, és labdarúgóedző.
- Itt tanult Zoványi Jenő református egyháztörténész, teológus, egyetemi tanár.